# Meester van de Khanenko-aanbidding

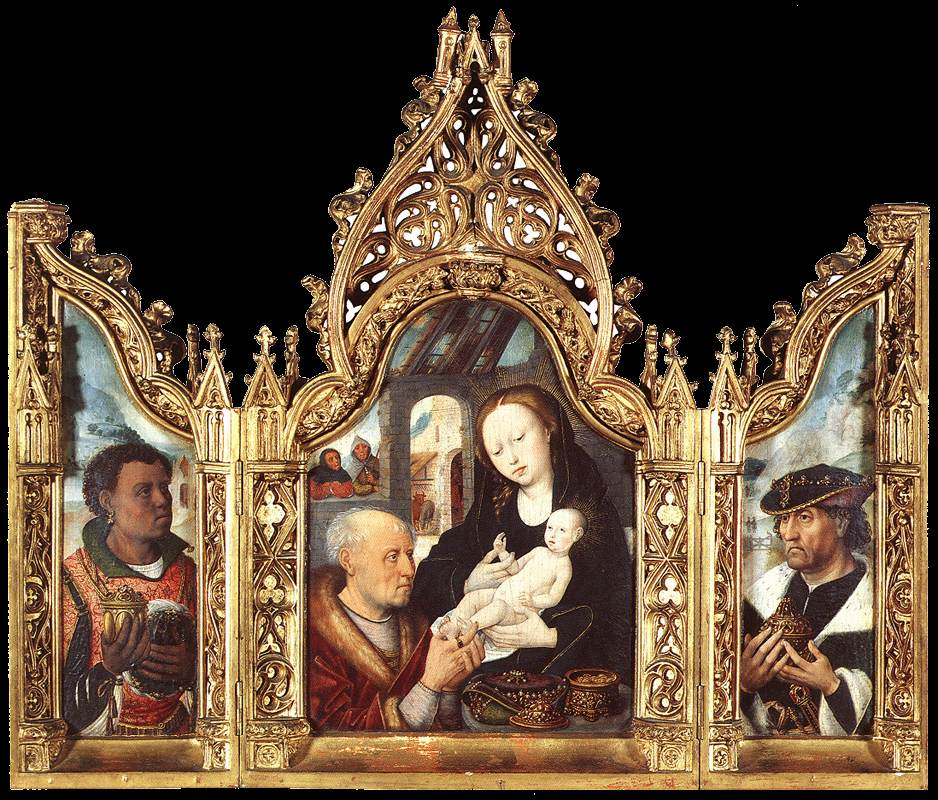
Meester van de Khanenko aanbidding, Aanbidding der wijzen in het Musée Sandelin in Saint-Omer.

De Meester van de Khanenko-aanbidding is de noodnaam door Max Jakob Friedländer gegeven aan een anoniem Vlaams meester, naar een klein tweeluikje met een Aanbidding der Wijzen, dat nu bewaard wordt in het Museum van westerse en oosterse kunst in Kiev, de vroegere verzameling Khanenko. Wanneer en waar de schilder werkte blijft nog altijd onduidelijk, maar de sterke beïnvloeding door Hugo van der Goes wijst in de richting van Gent en Friedländer plaatste de activiteit van de meester rond 1490. Naast de invloed van Van der Goes, doet het landschap op het schilderij in Stuttgart denken aan  Gerard David en Joachim Patinir.
Friedländer betrok nog drie andere werken bij deze meester, een Maagd met Kind nu in het Staatliches Museum van Dessau, een Aanbidding der wijzen in het Musée Sandelin in Saint-Omer en een Madonna met Kind uit de Staatsgalerie te Stuttgart. Friedrich Winkler betwistte in 1964 de toeschrijving van de Dessau- en de Stuttgart-Madonna aan deze meester maar werd daarin niet algemeen gevolgd. Andere onderzoekers zagen een relatie met de Meester van de Kruisiging te Turijn, maar voor de toewijzing van Friedländer pleit het gelijkaardige vrouwelijke type op de vier werken.
- Gemeinsame Normdatei: 129335029
- RKD-Nederlands Instituut voor Kunstgeschiedenis: 111978
- Virtual International Authority File: 33073875